# Tradescantia llamasii
Tradescantia llamasii är en himmelsblomsväxtart som beskrevs av Eizi Matuda. Tradescantia llamasii ingår i släktet båtblommor, och familjen himmelsblomsväxter. Inga underarter finns listade.